# 서로 좋아해
"서로 좋아해"는 한국에서 제작된 주동진 감독의 1974년 영화이다. 남진 등이 주연으로 출연하였고 주동진 등이 제작에 참여하였다.

## 출연

### 주연
- 남진
- 전영
- 최정민